# 殷礼
殷礼（?—?），字德嗣，揚州吴郡雲陽县（曲阿，今江苏省丹阳市）人。孙吴大臣。
殷礼出身贫寒，幼时不好戏耍。吴郡名族顧邵对他评价很高，知名乡里。少为郡吏，十九岁时守吴县县丞。通占卜之事，孙权为王，召拜郎中。随張温出使蜀漢，诸葛亮见到他后甚为称叹：“东吴菰蒲中乃有此人! ”張温回国後，殷礼应该再任原职，在张温的推荐下转任尚書户曹郎、张温因为此时受到弹劾。
赤烏四年（241年），魏帝曹芳刚刚即位，蜀汉攻打曹魏涼州、雍州。殷礼建议諸葛瑾、朱然攻打襄陽，陸遜、朱桓（朱桓已經在公元238年去世，可能是記載有誤)攻打寿春，孙权越淮水親征青州、徐州，夺取中原，孙权不听。殷礼後任零陵郡太守，在任上病卒。

## 子孙
其子殷基在吴末担任無難督，著《通語》。殷基子殷巨，字元大，有才器，为吴偏将军，统家部曲，驻城夏口，西晋平吴，为苍梧郡太守；殷祐，字庆元，吴郡太守。